# Editorial Pálido Fuego
La editorial Pálido Fuego es una editorial española fundada en Málaga en 2012 por José Luis Amores. Consta de un catálogo de más de un centenar de títulos, fundamentalmente de literatura contemporánea. Sus primeros lanzamientos fueron Conversaciones con David Foster Wallace, a cargo de Stephen J. Burn, y la primera novela del autor estadounidense David Foster Wallace, La escoba del sistema, todavía inédita en España.

## Historia
La editorial Pálido Fuego, nombre que hace referencia a la novela homónima de Vladimir Nabokov, nace de la vocación de su creador por la literatura norteamericana contemporánea. Entre sus primeros lanzamientos, en marzo de 2013 vio la luz Mi primo, mi gastroenterólogo, de Mark Leyner; y en otoño de ese mismo año, la editorial publicó una novela inédita en España, House of the leaves, de Mark Z. Danielewski, aparecida en Estados Unidos en 2000.
En 2019 lanzó la novela La Costa de Chicago, de Stuart Dybek, escritor habitual en páginas de publicaciones como The New Yorker, Harper's o The New York Times.